# 江ノ島丼

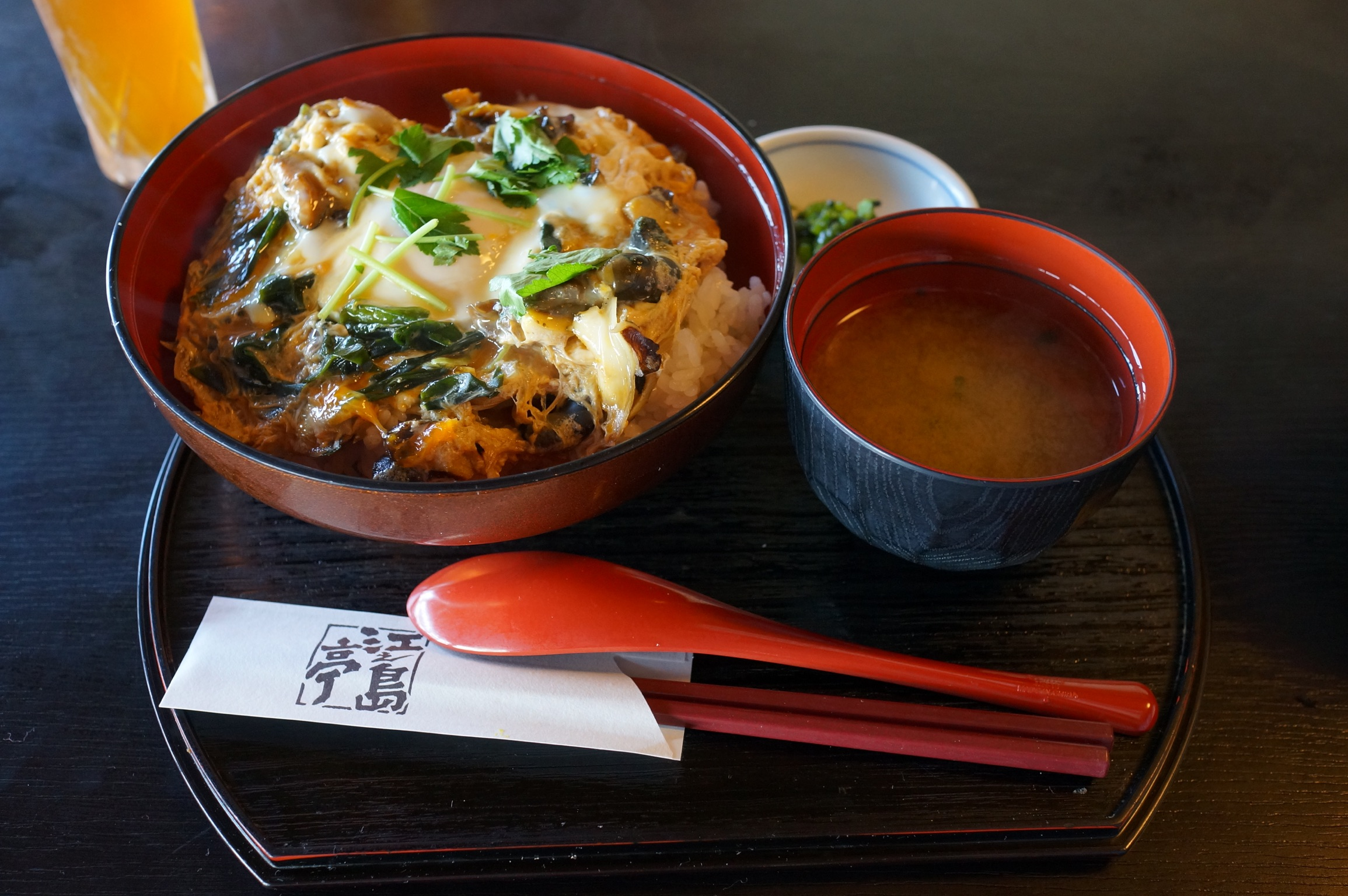
江之島亭の江ノ島丼

江ノ島丼（えのしまどん）は、甘めの出汁で煮たサザエの身を刻んだものを卵と玉ねぎで綴じ、白飯の上に載せた丼料理。
鶏肉と鶏卵を用いた親子丼の鶏肉がサザエの身に代わったものと思えば概ね間違いない。
神奈川県藤沢市の江の島にある「ハルミ食堂」が発祥とされ、島内や周辺の飲食店などで販売されている。
江の島丼は明治末期から大正初期にかけて江の島島内の飲食店で作られ始めたようだが詳しい経緯は不明である。
当初はサザエ丼と呼ばれたが、いつの頃からか江の島丼と名付けられこの呼称が定着した。ただし現在でもサザエ丼という名称を使う飲食店は存在する。
当初は江の島島内でたくさんとれたサザエを利用していたが、島内でサザエがとれなくなったことから、現在では千葉や伊豆産のサザエが利用されている。